# Johann Heinrich Mylius der Jüngere
Pour les articles homonymes, voir Mylius.
Johann Heinrich Mylius der Jüngere (21 mars 1710 à Leipzig - 29 juin 1733 à Berlin) est un juriste allemand.

## Œuvres
- Vindiciarum Theophili praeparentio, qua historia ipsius et paraphraseos exponitur. Leipzig 1730, Leyden 1733, 1738 ([lire en ligne])
- Aeqvitate legume Romanorum circa peticulum et commondum rei venditae nondum traditae
- Observationes aliqvot ad Processum inhibitivum
- Vindicaiarum Theophili Specimen, ad prooem L.I.TIT.I. Et Partem TIT. II, Leipzig, 1731 ([lire en ligne])
- Deiis, qvae Justiano proemio Instiutionum supposita perperam creduntur
- Jus qvirium
- De Praetore peregrine, 1729